# Альяга Фернандес, Ингрид
Ингрид Ядира Альяга Фернандес (исп. Ingrid Yadira Aliaga Fernández; род. 15 декабря 1991, Лима) — перуанская шахматистка, международный мастер среди женщин (2018).

## Биография
В шахматы научилась играть в возрасте девяти лет. В 2003 году в Боготе завоевала серебряную медаль на юношеском чемпионате Панамерики среди девушек в возрастной группе U12. В 2006 году победила на юношеском чемпионате Панамерики среди девушек в возрастной группе U16. В 2008 году победила на юношеском чемпионате Панамерики среди девушек в возрастной группе U20. В 2009 году победила на юношеском чемпионате Панамерики среди девушек в возрастной группе U18. Многократная победительница чемпионатов Перу по шахматам среди женщин (2007, 2009, 2011, 2012, 2016).
В 2012 году в Ханты-Мансийске дебютировала на чемпионате мира по шахматам среди женщин, где в первом туре проиграла Виктории Чмилите.
Представляла Перу на пяти шахматных олимпиадах (2004—2006, 2010—2012, 2016).